# Maianthemum gigas
Maianthemum gigas är en sparrisväxtart som först beskrevs av Robert Everard Woodson, och fick sitt nu gällande namn av Lafrankie. Maianthemum gigas ingår i släktet ekorrbärssläktet, och familjen sparrisväxter.

## Underarter
Arten delas in i följande underarter:
- M. g. crassipes
- M. g. gigas